# Список файлов (Direct Connect)
FileListing — открытый формат файлов на основе XML, предназначенный для описания ссылок на файлы для загрузки по протоколам Direct Connect, HTTP, FTP и т. п.
Формат преимущественно используется в клиентах Direct Connect. Формат используется для описания списка файлов, доступных к скачиванию. Будучи сохранённым, список файлов заканчивается на .xml.bz2. Некоторые DC++ клиенты используют дополнительное расширение .dclst (.dcls) для метафайлов (sublists). Формат .dclst аналогичен формату списка файлов (это сжатый XML), а специальное расширение используется для того, чтобы ассоциировать клиент с этими файлами.

## Онлайн генератор
Далеко не все каталоги магнитных ссылок поддерживают метафайлы, потому что открыть их могут пользователи не всех клиентов. Существует онлайн генератор метафайлов, который устанавливается в браузер в виде bookmarklet и позволяет из всех магнитных ссылок на открытой странице сделать метафайл для удобной постановки в очередь на загрузку.

## Пример файла
Будучи распакован, файл выглядит так:
```
<?xml version="1.0" encoding="utf-8" standalone="yes"?>

<FileListing
 
Version=
"1"
 
CID=
"P4VTOUBXQ4Y6LW2RBUHS7WA7L7QZUKNEWNGNRPQ"
 
IncludeSelf=
"1"
>

<Directory
 
Name=
"E-type"
>

	
<File
 
Name=
"E-type - Angles Crying [radio version].mp3"
 
Size=
"4625763"
 
TTH=
"IH2UYKUV7B6UOTYKV4QONXBIOEN5T5XSH3IVKWA"
/>

	
<File
 
Name=
"E-Type - Angles Crying.mp3"
 
Size=
"3752437"
 
TTH=
"OP3TMBPCP3SQZPR5HDR5II6ZL2IRQORZKFKTYPA"
/>

	
<File
 
Name=
"E-Type - Camilla.mp3"
 
Size=
"6047451"
 
TTH=
"GBECV43GY2Y33GL5DLKAS7MIYUTUNXOPUCXEUUY"
/>

	
<File
 
Name=
"E-Type - Campione.mp3"
 
Size=
"3483271"
 
TTH=
"FEO5B7HZSCTTSCC6GQBDIMBLWIMXIJ2MGXG3UUQ"
/>

	
<File
 
Name=
"E-Type - Far Up In The Air (Feat Nana).mp3"
 
Size=
"6710895"
 
TTH=
"USEL6NRTDSKKXC5MIS7OQ3JKPR7RB2KRFL3CAHQ"
/>

	
<File
 
Name=
"E-type - Fight It Back.mp3"
 
Size=
"4174889"
 
TTH=
"VG6TBGJJRETV5S4S4AZ7CFMF3H6C44SDHHJMBQQ"
/>

	
<File
 
Name=
"E-Type - Here I Go Again.mp3"
 
Size=
"3803846"
 
TTH=
"E6OWFDWIFRCUWDC7B3NTPK4YVKDNO3UJ5MWNEQI"
/>

	
<File
 
Name=
"E-Type - I Jast Wanna Be With You.mp3"
 
Size=
"3766230"
 
TTH=
"GEDB2FNFBXVR25HLZTRKNILLFVMYXCU2Q2ZYE3Q"
/>

	
<File
 
Name=
"E-Type - I'll Find A Way.mp3"
 
Size=
"3506259"
 
TTH=
"2X4VUHWZZN2UM5DYFNDXVA3ZQJYXRHJBW66FBFI"
/>

	
<File
 
Name=
"E-Type - I'm Flying.mp3"
 
Size=
"4223895"
 
TTH=
"JVBKCYCQIONPLVHFXFZ6WPRI2KXH7W7OP2SCFWI"
/>

	
<File
 
Name=
"E-Type - Morning Light.mp3"
 
Size=
"3381707"
 
TTH=
"FWEVZBULC3TR6FKTPOAEESGYLWVMZ726W666IJY"
/>

	
<File
 
Name=
"E-Type - Olympia (Radio Edit).mp3"
 
Size=
"7885217"
 
TTH=
"CXQLL43NVWC62NJUR4QN6Z4TWHXOTC2JRWRL4WA"
/>

	
<File
 
Name=
"E-Type - Princess Of Egypt.mp3"
 
Size=
"5271428"
 
TTH=
"AGPSQHC6ZULOKIR3LX2S22EVBOF7KWBTSGY5YJA"
/>

	
<File
 
Name=
"E-Type - Rain.mp3"
 
Size=
"7804133"
 
TTH=
"UBKLG5S3Y4FEQQBT3ZEKJZC7ZGRHDWOVR5QCJQI"
/>

	
<File
 
Name=
"E-Type - Russian Lullabuy.mp3"
 
Size=
"6162706"
 
TTH=
"KKXFXL6V232KGXUUZYHORCQQIOXP2E6E2YNXA6Q"
/>

	
<File
 
Name=
"E-type - Russian Lulluby.mp3"
 
Size=
"3877616"
 
TTH=
"4PPSCHF63AGX3DWOXVJ4N4FIDGAKQM7LI3TYMEY"
/>

	
<File
 
Name=
"E-Type - Set The Word on Fire.mp3"
 
Size=
"3650037"
 
TTH=
"ZOINZWCBFJWJPIVCBFZUYPR24HO3TCKKSPTYQZY"
/>

	
<File
 
Name=
"E-type - Set The World On Fire.mp3"
 
Size=
"4496195"
 
TTH=
"KQRPVQ2KOZZ7HLKIGSBT4YV6BPPFLJQS3WPVGDI"
/>

	
<File
 
Name=
"E-Type - So Far Away.mp3"
 
Size=
"6554435"
 
TTH=
"DQP4KUDZRK6ECVYEYWYDKTYFZMMIVCKY3TERIYQ"
/>

	
<File
 
Name=
"E-type - This Is The Way.mp3"
 
Size=
"4735477"
 
TTH=
"LYE6WPPWR6GI4NEQXZUPTNW44POHWH5NWS5WD4I"
/>

	
<File
 
Name=
"E-Type - Until The End.mp3"
 
Size=
"3445655"
 
TTH=
"UNPUC7VLDM7WY5IYDG7ZYSQKS236JMZK6HDRJUQ"
/>

	
<File
 
Name=
"E-type - Util The End.mp3"
 
Size=
"4240718"
 
TTH=
"GBHBIMMAVUKO4LYCANE6S6ZPY2Q44T7AU2HP7XA"
/>

	
<File
 
Name=
"E-Type - When Religion Comes To Town.mp3"
 
Size=
"3293518"
 
TTH=
"YZO5ZH3OAK6FTTUI66RRNLZWB2ES7TQBHBMUTDQ"
/>

	
<File
 
Name=
"E-type - Will I See You Again.mp3"
 
Size=
"4825338"
 
TTH=
"QQ6PYHW2HKEVIY7IRGQ5U2TQBQYSLJYL3E2MQYI"
/>

	
<File
 
Name=
"E-type - You Will Always Be A Part Of Me.mp3"
 
Size=
"4912065"
 
TTH=
"FND7EGC5H2IJT7TOOJQB5OJ3W5DG6GR4NYLXWTQ"
/>

</Directory>

</FileListing>

```

В клиенте FlylinkDC++ формат списка файлов был расширен и выглядит так:
```
<?xml version="1.0" encoding="utf-8" standalone="yes"?>

<FileListing
 
Version=
"1"
 
CID=
"FUHLA3Z3DTJOVNDIYERAHYU4VZCJULHZI4D2BFQ"
 
Base=
"/"
 
Generator=
"DC++ 0.777"
>

<Directory
 
Name=
"Clips"
>

	
<File
 
Name=
"Celine Dion - My Heart Will Go On.avi"
 
Size=
"57955120"
 
TTH=
"EN62LZT3FVOO3WB55DBQRN65MW3KML67GTMOLLA"
 
TS=
"1295288945"
 
BR=
"179"
 
WH=
"720x576"
 
MA=
"1 683 Kbps,4mn 35s,MPEG Audio , 2 channels, "
 
MV=
"MPEG-4 Visual, 1 490 Kbps, 5:4"
/>

	
<File
 
Name=
"Beach Boys - California Dreamin.avi"
 
Size=
"60907868"
 
TTH=
"EIMCD72CPMPW4LOX5WAHB5VMTZ3ROURJ32U7NAY"
 
TS=
"1295288943"
 
BR=
"96"
 
WH=
"640x480"
 
MA=
"2 604 Kbps,3mn 7s,MPEG Audio , 2 channels, "
 
MV=
"MPEG-4 Visual, 2 496 Kbps, 4:3"
/>

	
<File
 
Name=
"Belinda Carlisle - Heaven Is A Place On Earth.avi"
 
Size=
"149975040"
 
TTH=
"UUW6Y6BRR4NKVDZ6O4WBIKPND777VKQUJE3CIJY"
 
TS=
"1295288944"
 
BR=
"384"
 
WH=
"704x528"
 
MA=
"5 122 Kbps,3mn 54s,AC-3 , 2 channels, "
 
MV=
"MPEG-4 Visual, 4 730 Kbps, 4:3"
/>

	
<File
 
Name=
"Blue System - My Bed Is Too Big .avi"
 
Size=
"52413392"
 
TTH=
"UFFKQ7626EWRRMTA2WTWDZPANOPVJBBXCWRVI7Y"
 
TS=
"1295288944"
 
BR=
"187"
 
WH=
"720x576"
 
MA=
"2 194 Kbps,3mn 11s,MPEG Audio , 2 channels, "
 
MV=
"MPEG-4 Visual, 1 995 Kbps, 5:4"
/>

	
<File
 
Name=
"Britney Spears - Oops I Did It Again.avi"
 
Size=
"71421942"
 
TTH=
"KGJXZXYGPAABBUN6FZ5YVEWNXU737CNFNKMXC2Y"
 
TS=
"1295288944"
 
BR=
"192"
 
WH=
"640x480"
 
MA=
"2 707 Kbps,3mn 31s,MPEG Audio , 2 channels, "
 
MV=
"MPEG-4 Visual, 2 503 Kbps, 4:3"
/>

	
<File
 
Name=
"Bonnie Tyler - Holding Out For A Hero.avi"
 
Size=
"95264414"
 
TTH=
"JHHADSEPVVI4PMX6IMO7AZBD3ENTV7QVE4W43RI"
 
TS=
"1295288944"
 
BR=
"185"
 
WH=
"720x576"
 
MA=
"2 675 Kbps,4mn 44s,MPEG Audio , 2 channels, "
 
MV=
"MPEG-4 Visual, 2 477 Kbps, 5:4"
/>

	
<File
 
Name=
"Bryan Adams &amp; Sting &amp; Rod Stewart - All For Love.avi"
 
Size=
"93448228"
 
TTH=
"T5AF4AOQFFJKNF4UV6XC5QUWC73QRUH5R5JCSIA"
 
TS=
"1295288945"
 
BR=
"180"
 
WH=
"720x576"
 
MA=
"2 698 Kbps,4mn 37s,MPEG Audio , 2 channels, "
 
MV=
"MPEG-4 Visual, 2 504 Kbps, 5:4"
/>

	
<File
 
Name=
"Eros Ramazzotti &amp; Cher - Piu Che Puio Stilelibero.avi"
 
Size=
"69913988"
 
TTH=
"GCLUZBL2C76MHUHZT434AG6N46SIQTEJVBFVCBA"
 
TS=
"1295288945"
 
BR=
"192"
 
WH=
"640x480"
 
MA=
"2 319 Kbps,4mn 1s,MPEG Audio , 2 channels, "
 
MV=
"MPEG-4 Visual, 2 114 Kbps, 4:3"
/>

	
<File
 
Name=
"Gloria Gaynor - I Will Survive.avi"
 
Size=
"97159844"
 
TTH=
"ATHHJLERNI7BEUIGFO43HQNBQXM7EKMCPAENLIY"
 
TS=
"1295288946"
 
BR=
"1536"
 
WH=
"640x480"
 
MA=
"4 035 Kbps,3mn 12s,PCM , 2 channels, "
 
MV=
"MPEG-4 Visual, 2 487 Kbps, 4:3"
/>

	
<File
 
Name=
"Bryan Adams - Everuthing I Do.avi"
 
Size=
"80698046"
 
TTH=
"XLPN3GRLM5SSBFT7WBII7AFO772QY67D5HZNDXQ"
 
HIT=
"52"
 
TS=
"1295288945"
 
BR=
"128"
 
WH=
"640x480"
 
MA=
"2 632 Kbps,4mn 5s,MPEG Audio , 2 channels, "
 
MV=
"MPEG-4 Visual, 2 494 Kbps, 4:3"
/>

	
<File
 
Name=
"F.R.David - Words (Live).avi"
 
Size=
"55314466"
 
TTH=
"UZ7N3PKSFNI4SJ4WMHNCLU5IR4ENOA26GAS2WVQ"
 
TS=
"1295288945"
 
BR=
"200"
 
WH=
"720x576"
 
MA=
"2 670 Kbps,2mn 45s,MPEG Audio , 2 channels, "
 
MV=
"MPEG-4 Visual, 2 457 Kbps, 5:4"
/>

	
<File
 
Name=
"Savage - Only You.avi"
 
Size=
"76746104"
 
TTH=
"GOE2XUDLKYHHROKJXSDHHBPLMIDKKDN6Z7XQ7ZI"
 
TS=
"1295288948"
 
BR=
"32"
 
WH=
"720x576"
 
MA=
"2 640 Kbps,3mn 52s,MPEG Audio , 2 channels, "
 
MV=
"MPEG-4 Visual, 2 479 Kbps, 5:4"
/>

	
<File
 
Name=
"Savage - Goodbye.avi"
 
Size=
"86613602"
 
TTH=
"UXYQFP7GZO24HZPDJ6YLRVM5WDNLXSCY3YHCO7I"
 
TS=
"1295288948"
 
BR=
"192"
 
WH=
"640x480"
 
MA=
"2 688 Kbps,4mn 17s,MPEG Audio , 2 channels, "
 
MV=
"MPEG-4 Visual, 2 483 Kbps, 4:3"
/>

	
<File
 
Name=
"Fancy - Flames Of Love .avi"
 
Size=
"160922238"
 
TTH=
"FTNGP3JF4T6LCBWMBOXG6N7DMM7ZNSUCJU6ZDSI"
 
TS=
"1295288946"
 
BR=
"1536"
 
WH=
"720x576"
 
MA=
"4 040 Kbps,5mn 18s,PCM , 2 channels, "
 
MV=
"MPEG-4 Visual, 2 495 Kbps, 5:4"
/>

	
<File
 
Name=
"Garou &amp; P.Flori &amp; D.Lavoie - Belle.avi"
 
Size=
"97379266"
 
TTH=
"3LFM5VQPED6MPLOX2KKCRXUFCPSROJJFCGAENNA"
 
HIT=
"8"
 
TS=
"1295288946"
 
BR=
"192"
 
WH=
"640x480"
 
MA=
"2 657 Kbps,4mn 53s,MPEG Audio , 2 channels, "
 
MV=
"MPEG-4 Visual, 2 452 Kbps, 4:3"
/>

	
<File
 
Name=
"Michael Jackson - Black or White.avi"
 
Size=
"104859386"
 
TTH=
"UFCOAOGZBL3VQIGBU3FGATTEMC4WDNLXKE5WZ2I"
 
TS=
"1295288947"
 
BR=
"192"
 
WH=
"720x576"
 
MA=
"2 203 Kbps,6mn 20s,MPEG Audio , 2 channels, "
 
MV=
"MPEG-4 Visual, 2 001 Kbps, 5:4"
/>

	
<File
 
Name=
"Pet Shop Boys - Go West.avi"
 
Size=
"88660470"
 
TTH=
"JCDAXXLEQZLCPWBMLF2BJNXFOO32M3XQUDP337Y"
 
TS=
"1295288947"
 
BR=
"192"
 
WH=
"720x576"
 
MA=
"2 446 Kbps,4mn 49s,MPEG Audio , 2 channels, "
 
MV=
"MPEG-4 Visual, 2 242 Kbps, 5:4"
/>

	
<File
 
Name=
"Sabrina - Boys .avi"
 
Size=
"61077154"
 
TTH=
"UIHRM5MVT6RIWI5UQJNIIBHJSFLPKZZ3LVAZRCY"
 
TS=
"1295288947"
 
BR=
"188"
 
WH=
"720x576"
 
MA=
"2 201 Kbps,3mn 42s,MPEG Audio , 2 channels, "
 
MV=
"MPEG-4 Visual, 2 001 Kbps, 5:4"
/>

	
<File
 
Name=
"Secret Service - Ten O'clock Postman.avi"
 
Size=
"96750238"
 
TTH=
"JOSHYJMABBFU4GEJG3RIO2S4X7ZSK7BXXUXSTGY"
 
TS=
"1295288948"
 
BR=
"1536"
 
WH=
"720x576"
 
MA=
"4 731 Kbps,2mn 43s,PCM , 2 channels, "
 
MV=
"MPEG-4 Visual, 3 185 Kbps, 5:4"
/>

	
<File
 
Name=
"Savage - Don't Cry Tonight.avi"
 
Size=
"62030908"
 
TTH=
"N6KAE5GCA5BUQN54SHNS4XQ7CLK7CHONGGUSWLI"
 
TS=
"1295288947"
 
BR=
"147"
 
WH=
"720x576"
 
MA=
"2 303 Kbps,3mn 35s,MPEG Audio , 2 channels, "
 
MV=
"MPEG-4 Visual, 2 143 Kbps, 5:4"
/>

	
<File
 
Name=
"Stevie Wonder - I Just Called To Say I Love You.avi"
 
Size=
"85980962"
 
TTH=
"2CY3PLLSLJRI2ALW7PPNAUULWEYUHRKG2EPYPFI"
 
TS=
"1295288948"
 
BR=
"128"
 
WH=
"640x480"
 
MA=
"2 617 Kbps,4mn 22s,MPEG Audio , 2 channels, "
 
MV=
"MPEG-4 Visual, 2 479 Kbps, 4:3"
/>

	
<File
 
Name=
"U.S.A. For Africa - We Are The World .avi"
 
Size=
"142699352"
 
TTH=
"T253DJMSBNB7YXCMKIIJP7FXBCWDINM6LFMYR5Y"
 
TS=
"1295288949"
 
BR=
"32"
 
WH=
"720x576"
 
MA=
"2 678 Kbps,7mn 6s,MPEG Audio , 2 channels, "
 
MV=
"MPEG-4 Visual, 2 484 Kbps, 5:4"
/>

	
<File
 
Name=
"The Beloved - Sweet Harmony .avi"
 
Size=
"24697162"
 
TTH=
"F6FONG7NLXS5IRJ7M6OS7I7LXNZL4FVM52FDS7I"
 
TS=
"1295288948"
 
BR=
"96"
 
WH=
"720x576"
 
MA=
"631 Kbps,5mn 13s,MPEG Audio , 2 channels, "
 
MV=
"MPEG-4 Visual, 522 Kbps, 5:4"
/>

	
<File
 
Name=
"The Eagles вЂ“ Hotel California.avi"
 
Size=
"113026884"
 
TTH=
"MPF24NBNLXALM3FN6NPUI7SEBXDCPWUXX4TRHDI"
 
HIT=
"10"
 
TS=
"1295288949"
 
BR=
"256"
 
WH=
"720x576"
 
MA=
"2 359 Kbps,6mn 23s,AC-3 , 6 channels, "
 
MV=
"MPEG-4 Visual, 2 094 Kbps, 5:4"
/>

</Directory>

</FileListing>

```

Описание параметров:
- File Name — Имя файла
- Size — размер в байтах
- TTH — TTH хеш код файла
- HIT — количество скачиваний
- TS — дата добавления
- BR — Битрейт файла
- WH — разрешение картинки
- MA — аудио информация (кодек, количество каналов, количество дорожек, язык дорожек)
- MV — видеоинформация (кодек, Битрейт видеопотока, соотношение сторон экрана)

Первые три параметра обязательны, остальные параметры могут отсутствовать

## Рекурсивные метафайлы
Рекурсивные метафайлы нужны в том случае, когда метафайлы распространяются не через web-сайт, а через саму сеть Direct Connect. В этом случае важно хранить метафайл рядом с контентом, на который он ссылается. Проблема в том, что метафайл может сослаться на всё, что угодно, кроме себя (получается задача на нахождение неподвижной точки криптографической функции), а ссылка на себя нужна, чтобы перераспространять не только каталог, который описывает метафайл, но и метафайл внутри этого каталога. XML-атрибут IncludeSelf="1" в корневом элементе метафайла заставляет клиенты, обрабатывающие этот атрибут, отображать метафайл внутри каталога, описываемого этим метафайлом.

## MagMaker
MagMaker   расширяет этот формат источниками, отличными от TTH, а также тегами.
```
<File Name="[Имя файла]" Size="[Размер файла в байтах]"
  TTH="[TTH хеш файла B32]" SHA1="[SHA1 хеш файла B32]"
  ED2K="[ED2K хеш файла HEX]" MD5="[MD5 хеш файла HEX]"
  KZH="[Kazaa хеш файла HEX]" BTIH="[BitTorrent Info Хеш B32]"
  AICH="[AICH хеш для ED2K клиентов B32]">
<url address="[Стандартный URL адрес (as в магнете)]" />
<p2purl address="[Не стандартный URL адрес (xt в магнете)]" />
<tag name="[Название тега]" text="[Текст тега]" />
<tag name="[Название тега]">[Длинный текст тега]</tag>
</File>
```